# Pavlos Pavlidīs
Pavlos Pavlidīs (in greco Παύλος Παυλίδης?; ... – 1968) è stato un tiratore a segno greco.

## Carriera
Partecipò al tiro a segno delle prime Olimpiadi moderne che si svolsero ad Atene. Prese parte alle gare di rivoltella militare e di carabina libera, senza risultati di rilievo. Vinse la medaglia d'argento nella carabina militare, con 1.978 punti, colpendo 38 bersagli su 40, dietro solo a Pantelīs Karasevdas.